# Rio Mocatu
O rio Mocatu é um curso d'água de pouca extensão que banha o litoral do estado da Paraíba, Brasil. Etimologicamente, termo mocatu quer dizer «pacificar» na língua tupi.